# Madagaskarpalmseglare
Madagaskarpalmseglare (Cypsiurus gracilis) är en nyligen urskild fågelart i familjen seglare.

## Utbredning och systematik
Fågeln förekommer som namnet avslöjar på Madagaskar, men även i Komorerna. Den delas in i två underarter:
- Cypsiurus gracilis gracilis – på Madagaskar
- Cypsiurus gracilis griveaudi – i Komorerna

Madagaskarpalmseglaren behandlades tidigare som underart till afrikansk palmseglare. Studier från 2018 visar dock på skillnader i utseende och läten, varför den vanligen numera urskiljs som egen art.

## Status och hot
Arten har ett stort utbredningsområde och det finns inga tecken på vare sig några substantiella hot eller att populationen minskar. Utifrån dessa kriterier kategoriserar IUCN arten som livskraftig (LC).